# 成澤秀麗
成澤 秀麗（なりさわ　しゅうれい、1972年（昭和47年）- ）は、山形県鶴岡市出身の書道家。書道普及協会会長。

## 人物
5歳より書道を始め、12歳までに五段取得。1999年、日本教育書道藝術院に入学し大溪洗耳に師事。
墨絵画家、日本筆跡心理学協会認定　筆跡アドバイザーマスター、社団法人日本産業カウンセラー協会認定　産業カウンセラーなどの肩書きもある。書道家・墨絵画家としては雅号の「秀麗」のみで活動している。

## 書壇での履歴
- 2000年　全国公募　第22回東京書作展　文部大臣奨励賞・準大賞（初出品）
- 2000年　日本教育書道藝術院にて書道師範を取得
- 2001年　全国公募　第23回東京書作展　内閣総理大臣賞・大賞（2回目）
- 2001年　全国公募　第23回東京書作展　東京新聞賞
- 2001年　全国公募　第23回東京書作展　特選
- 2002年　第24回日本教育書道藝術院同人会展　会長賞（無鑑査から審査会員へ3階級特進）
- 2003年　全国公募　第25回東京書作展　審査会員推挙
- 2003年　日本教育書道藝術院同人会　評議員となる
- 2004年　東京書作展　審査会員となる
- 2004年　書壇を離れる

## 書壇を離れてからの履歴
- 2004年　書道普及協会を創立。雅号を煌藍より翠玲へ改名。
- 2005年　第一回個展「遊美」Pleasure and Beauty -Japanese calligraphy with painting-（ニューヨーク）
- 2005年　奥山門揮毫（浅草寺西門・奥山おまいりまち入り口）※彫刻；堀田新五郎
- 2006年　第二回個展「春酔」 Spring Entrancement（玉川高島屋）
- 2006年　Flower Festival（ニューヨーク国連本部）参加
- 2006年　第三回個展（ニューヨーク）
- 2006年　ワークショップ　Atelier de la calligraphie japonaise（日仏文化センター／フランス・パリ）
- 2007年　雅号を翠玲より秀麗へ改名。
- 2007年　第18回「日本美術の輸出」展 at Artexpo 2007 NY（ニューヨーク）
- 2007年　第21回「日本美術の輸出」展 at LINEART 2007 International Art Fair Gent Belguim（ベルギー）
- 2010年　池坊東京橘会支部創立９０周年記念「いけばな池坊展」～松竹梅　寿ぎのはる～
- 2010年　第四回個展「秀麗展」（京王プラザホテル）

## 経歴
- 東北学院大学経済学部経済学科卒業
- 青山学院大学文学部教育学科卒業

## 作品

### ポストカード
- 遊び文字ポストカード8種（2006年12月1日）（製作・販売：株式会社アクティブコーポレーション）
- 春ポストカード8種（2006年12月1日）（墨絵；成澤翠玲画）（製作・販売：株式会社アクティブコーポレーション）
- 夏ポストカード8種（2007年4月2日）（墨絵；成澤秀麗画）（製作・販売：株式会社アクティブコーポレーション）

### カレンダー
- 2007言夢（ことゆめ）墨絵カレンダー（墨絵；成澤翠玲画）（2006年8月1日）（製作・販売：株式会社アクティブコーポレーション）
- 2008言夢（ことゆめ）墨絵カレンダー（墨絵；成澤秀麗画）（2007年8月1日）（製作・販売：株式会社アクティブコーポレーション）

### 著書
- 『「失敗力」をつければうまくいく』（あさ出版） 2004年4月
- 『文字が変われば、ココロも変わる。』～幸せがやってくる、筆跡セラピー～（学習研究社）2005年10月
- 『名言なぞり書きで学ぶ　文字上達練習ノート』（総合法令出版）2006年12月
- 『おとなのポケット書道　昭和歌謡のタイトル全118曲を紹介！』（中経出版）2008年10月

## 出演

### テレビ
- 日本テレビ『恋のから騒ぎ』（９期生）2002年4月 -
- 日経CNBC 『エコノWOMAN』 2006年4月14日 -
- さくらんぼテレビ『山形元気大図鑑』 2007年12月28日 -
- TOKYO MX『U・LA・LA』 2008年3月11日 -
- NHK『おいしさのツボ』 2008年8月31日 -
- 東海テレビ『a life』 2008年12月7日 -
- NHK総合『こんにちはいっと6けん』 2008年12月18日 -
- フジテレビ『近未来予報ツギクル』 2009年1月8日、1月15日
- 毎日放送『VOICE』 2009年1月29日
- TBS『NEWS23』 2009年2月16日
- NHKBS2『Mi/Do/Ri』 2010年4月25日 -

### ラジオ
- SBS静岡放送『澤木久雄のとれたてラジオ』2005年12月22日 -
- SBS静岡放送『澤木久雄のとれたてラジオ』2008年11月11日 -